# Huttig
Huttig è un comune degli Stati Uniti d'America, situato in Arkansas, nella contea di Union.